# Greater Grand Crossing

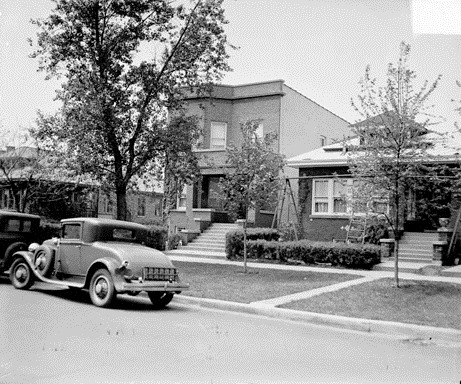
La maison d'Al Capone dans les années 1920 au 7244 South Prairie dans le quartier de Greater Grand Crossing.

Situation de Greater Grand Crossing dans la ville de Chicago

Greater Grand Crossing est l'un des 77 secteurs communautaires de la ville de Chicago aux États-Unis. Le quartier est connu pour avoir été le lieu de résidence d'Al Capone, parrain de la mafia de Chicago de 1925 à 1932. Greater Grand Crossing comprend le cimetière de Oak Woods, situé dans la partie nord-est du secteur.